# Mops leucostigma
Mops leucostigma là một loài động vật có vú trong họ Dơi thò đuôi, bộ Dơi. Loài này được G. M. Allen mô tả năm 1918.